# Herpestes auropunctatus
El meloncillo chico (del latín meles, tejón) (Herpestes auropunctatus) es una especie de mamífero carnívoro de la familia Herpestidae, de pequeño tamaño y con distribución asiática. Ha sido considerada subespecie del meloncillo de Java (H. javanicus) hasta que los resultados de biología molecular la han identificado como especie diferente. Ha sido utilizado como control biológico frente a roedores y serpientes en zonas alejadas de su distribución natural, lo que ha supuesto un desequilibrio con la fauna local, siendo más perjudicial que beneficioso. La mayoría de los estudios sobre su ecología se han desarrollado en los lugares donde ha sido introducida. Su conservación no presenta preocupación alguna, a excepción de lugares muy concretos de su distribución natural donde es capturada para su comercio.

## Descripción
El meloncillo chico es la especie más pequeña de las mangostas asiáticas. De cuerpo esbelto y patas cortas, tiene un tamaño de 25 a 37 cm, más la longitud de la cola de 19 a 29 cm. Pesa entre 300 y 660 g, siendo los machos mayores que las hembras, más aún en poblaciones introducidas, como las del Caribe. De color amarillento oscuro a herrumbroso y gris, los pelos poseen anillos blancos dándole un aspecto canoso. El hocico es puntiagudo y negruzco, las orejas cortas y los ojos marrones. La cola es musculosa y se estrecha por detrás de las patas en forma de huso. Posee cinco dedos en cada extremidad con garras afiladas no retráctiles, con las plantas desnudas. Presenta una bolsa anal de gran tamaño, con dos aberturas glandulares laterales orientadas hacia el ano que excretan ácidos grasos volátiles con sutiles diferencias según el sexo. Los machos presentan un báculo en forma de garra. El esqueleto es alargado y estrecho con un cráneo también alargado, con la cresta sagital poco desarrollada y la lambdoidea —cresta que aparece en la parte posterior del cráneo para la sujeción muscular siguiendo la sutura lambdoidea— bien desarrollada. Los caninos son alargados y ligeramente curvos, los primeros premolares pequeños y el resto de dientes bien desarrollados y cortantes. Su fórmula dental es I 3/3, C 1/1, P 4/4, M 2/2(3) = 40-42, muy raramente con 3 molares.

## Taxonomía
Brian Houghton Hodgson describió esta especie con individuos del centro de Nepal como Mangusta auropunctata en 1836. Algunos autores han considerado a las especies H. javanicus y H. auropunctatus conespecíficas, sin embargo estudios moleculares llevados a cabo por los equipos de Veron y Patou en los años 2006 y 2009, respectivamente, concluyeron que son especies diferenciadas. Esta afirmación también se apoya en los estudios morfológicos anteriores de Taylor y Matheson, de 1999. La escasez de individuos y la dificultad de su estudio en las zonas de coexistencia, sur de China y norte de Indochina, hacen muy difícil el conocer con certeza qué poblaciones pertenecen a cada especie y cuál es su verdadero rango de distribución. En los trabajos de 2009 publicados por Patou se apreció también que las nueve especies de mangostas asiáticas forman un grupo monofilético y se recomendó su inclusión en el género Urva.
H. palustris Ghose, 1965 es un taxón relacionado al que la comunidad científica especializada considera como conespecífico de H. auropunctatus, aunque aun puede encontrarse como especie independiente en la bibliografía especializada.
Se han llegado a describir cinco subespecies de H. auropunctatus, sin embargo son necesarios estudios más profundos sobre el tema para llegar a conclusiones firmes y estables.

## Ecología
Los estudios sobre la ecología del meloncillo chico se han llevado a cabo sobre todo en las zonas donde ha sido introducido, y poco se sabe de su ecología en su distribución natural.
Es una especie omnívora que se alimenta de roedores, serpientes, insectos, miriápodos y escorpiones fundamentalmente. La dieta varía según la disponibilidad a lo largo del año y según la región que ocupe cada población. Por ejemplo, en los manglares se alimentan principalmente de cangrejos, en las plantaciones de caña de ratas y en las zonas urbanas de cucarachas. En mucha menor medida, también se alimenta de crustáceos, estrellas de mar, anfibios (incluyendo las glándulas parotoides de sapos, que son venenosas para la mayoría de animales), tortugas y sus huevos, aves y plantas. Las poblaciones europeas de los Balcanes se alimentan fundamentalmente de frutos de sabinas y enebros. Miriápodos y escorpiones son golpeados y pateados previamente a ser ingeridos.
De hábitos diurnos, son solitarios, sobre todo los machos, aunque con individuos próximos entre sí que interactúan y superponen sus áreas periféricas de campeo, más entre diferentes sexos. Los machos suelen trasladarse de una a otra madriguera cada noche, y a veces las comparten con otros machos. Las hembras también se trasladan entre diferentes madrigueras de su territorio excepto durante la cría, época en la que los machos parecen formar pequeños grupos sociales.
Ambos sexos marcan su territorio con el olor de la glándula anal y poseen un amplio repertorio vocal —se han diferenciado al menos doce tipos de llamada diferentes—, incluyendo lloros, graznidos, gritos, jadeos, ladridos, etc.
Son buenos excavadores y son capaces de manipular con agilidad objetos y alimentos —se los ha visto trabajar en equipo: uno levantando piedras y el otro cazando los cangrejos que se ocultan debajo—. Caminan, trotan y galopan, e incluso son capaces de trepar a los árboles aunque es raro que se alejen del suelo, y por poco tiempo. También se adentran en las masas de agua dulce y salada hasta unos pocos centímetros de profundidad.
La ovulación es inducida por la cópula, el ciclo estral dura unas tres semanas y el estro 3 o 4 días. La gestación se alarga 49 días, con dos crías de media por camada y dos o tres camadas al año. Dependiendo de la región geográfica, la reproducción tiene lugar en una u otra época del año, tratando de ocupar la época más favorable: antes del verano, evitando épocas secas, etc. Durante el estro, la hembra se comporta de forma más inquieta y activa, marcando su territorio con las glándulas con mayor frecuencia. De esta forma atrae a los machos de su entorno a los que grita, ladra y persigue. Es una especie polígama que copula varias veces al día en ausencia de estro y con mayor frecuencia durante este. Al final de la gestación las hembras muestran antagonismo hacia los machos. El parto se produce durante la noche, justo después de la caída del sol. No usan ningún material para construir el nido. Las crías, que están cubiertas de un pelo gris claro, más escaso en el abdomen, nacen con los ojos cerrados y pesan unos 20 g. Al cabo de 17 a 22 días abren los ojos y tienen ya toda la dentadura definitiva completa. Un mes después de nacer se aventuran a salir de la madriguera y a seguir a la madre, para comenzar a cazar a las seis semanas. Alcanzan dos tercios de la masa corporal adulta en cuatro meses y la madurez sexual al año.

## Hábitat y distribución
Es una especie eminentemente terrestre y diurna que se encuentra desde el nivel del mar hasta los 2100 m de altitud. Según el estudio de 2009 de Gilchrist y colaboradores, habita bosques, matorral y zonas abiertas, incluso próximas al hombre, prefiriendo los bosques de ribera y bosques densos. 
Su rango de distribución abarca una amplia franja al sur de la cordillera del Himalaya desde Irak hasta el oeste de Birmania, faltando en casi todo Irán. Ha sido introducida en numerosas islas y regiones continentales del Caribe, Cuba, Puerto Rico, Bosnia y Herzegovina, Croacia, Fiyi, Hawái, Japón, Mauricio y Tanzania.
Sus poblaciones se consideran numerosas en toda su área de distribución natural, excepto en la zona central de la India, donde no es tan común como el meloncillo gris (Herpestes edwardsii (Shekhar 2003)) y se encuentra tanto dentro como fuera de numerosas áreas protegidas.
En las regiones donde ha sido introducida —con la intención de controlar las poblaciones de serpientes y roedores— ha causado importantes daños sobre la fauna autóctona, predando sobre pequeños mamíferos, aves, y reptiles y también sobre huevos de tortugas marinas. Además, son vectores de algunas enfermedades como la rabia o la leptospirosis. Los esfuerzos por erradicar las poblaciones en esas regiones han sido infructuosas.

### Introducción en Jamaica
El siglo XIX fue un siglo de auge para las plantaciones de caña de azúcar en muchas islas tropicales como Puerto Rico, Hawái y Jamaica. Con los cultivos llegaron las ratas, las cuales amenazaron con destruir los cultivos. Esto propició la introducción de la especie a Jamaica para combatir esta plaga, desde 1872. Las poblaciones introducidas allí tienen una población más elevada que en su territorio nativo. También muestran mayor diversificación genética debido a la variación y aislamiento de la población.

## Conservación
Debido a su amplia distribución y grandes poblaciones es considerada una especie bajo preocupación menor (LC), según la Lista Roja de la UICN. Al encontrarse en una gran variedad de hábitat, incluyendo los antropogénicos, no es probable que la modificación de estos repercuta en un descenso significativo de sus poblaciones.
A pesar de ser capturados para su venta como mascotas y de existir tráfico comercial en la India, Nepal y China por su pelo —para hacer pinceles y brochas de afeitado— no son amenazas que influyan negativamente en sus poblaciones.
Esta especie se encuentra en el Apéndice II de CITES (como Herpestes javanicus auropunctatus) y clasificado en el programa II de la Ley de protección de vida silvestre en la India. En China está clasificada como vulnerable.